# 1 Batalion Grenadierów
1 Batalion Grenadierów – pododdział piechoty  1 Brygady Grenadierów Polskich Sił Zbrojnych.

## Formowanie i zmiany organizacyjne
Batalion utworzono z 3 batalionu strzelców 1 Samodzielnej Brygady Strzelców po jego przemianowaniu po rozkazie Naczelnego Wodza L.dz. 1210/Tjn.Org.43 z 21 września 1943 roku na 1 batalion grenadierów skadrowany, po wysłaniu uzupełnień dla 1 Dywizji Pancernej. Ponowne rozwijanie batalionu rozpoczęto w Szkocji jesienią 1944 r. Zdolność bojową miał osiągnąć do 1 czerwca 1945 r. W walkach na froncie nie wziął udziału. Oficerowie wywodzili się z I Korpusu Polskiego, a nieliczni z 1 pułku grenadierów Warszawy 1 Dywizji Grenadierów, żołnierze w ok. 80% z armii niemieckiej lub organizacji Todta, do których wcześniej zostali przymusowo wcieleni.
Stacjonował pierwotnie w Alyth, a następnie w Forres.  Nawiązywał do tradycji 1 Pułku Grenadierów Warszawy walczącego we Francji w 1940.

## Obsada dowódcza batalionu
Dowódca batalionu
- mjr Adam Budzyński

Zastępca dowódcy batalionu
- mjr Tadeusz Stefan Estkowski[3]
- mjr Antoni Chudzikiewicz[4]
- adiutant batalionu - kpt. Adolf Janusz Stępień
- dowódca kompanii dowodzenia – ppor. Walter Wójcik
- dowódca kompanii broni wsparcia – por. Franciszek Salamoński
- dowódca 1 kompanii – por. Jan Nowosad
- dowódca 2 kompanii – por. Józef Stal
- dowódca 3 kompanii – por. Edward Gazda
- dowódca 4 kompanii – kpt. Tadeusz Swoboda

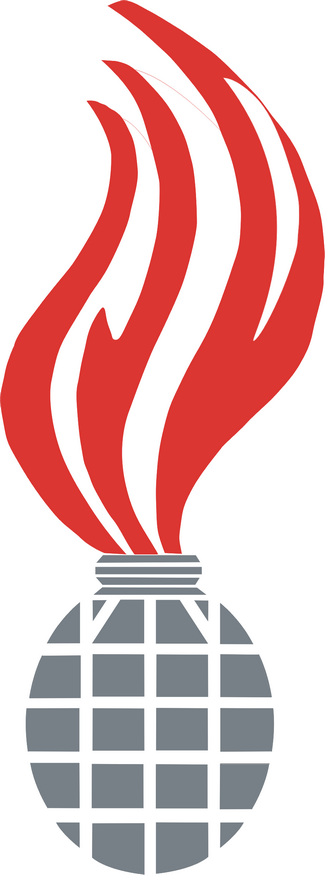
Oznaka rozpoznawcza

### Znaki rozpoznawcze
- Patki - granatowe z pąsową (szkarłatną[5])żyłką[1]
- Otoki: granatowe[1]
- Znaki na wozach: czarna cyfra   55  na czerwonym tle[1]